# Edith Head
Edith Head (właśc. Edith Claire Posener; ur. 28 października 1897 w San Bernardino, zm. 24 października 1981 w Los Angeles) – amerykańska kostiumograf, ośmiokrotna laureatka nagrody Akademii Filmowej w kategorii za najlepsze kostiumy.

## Wybrana filmografia
- 1927: Skrzydła
- 1933: Lady Lou
- 1936: W sieci wywiadu
- 1941: Awantura w zaświatach
- 1944: Idąc moją drogą
- 1946: Osławiona
- 1950: Wrześniowa przygoda
- 1953: Rzymskie wakacje
- 1957: Zabawna buzia
- 1958: Zawrót głowy
- 1963: Ptaki
- 1965: Czerwona linia 7000
- 1967: Strzał ostrzegawczy
- 1977: Port lotniczy ’77
- 1982: Umarli nie potrzebują pledu